# Alfred Eluère
Alfred Louis Anselme Eluère (28 de julho de 1893 — 12 de março de 1985) foi um jogador de rugby union francês, medalhista olímpico.

## Carreira
Durante sua carreira esportiva, esteve associado aos clubes Stade Nantais e SCUF. Ele integrou a equipe da Seleção da França que conquistou a medalha de prata nos Jogos Olímpicos de Verão de 1920 em Antuérpia. Na partida disputada no Estádio Olímpico em 5 de setembro de 1920, os franceses perderam para a seleção dos Estados Unidos por 0–8. Como esta foi a única partida disputada nesta competição, significou que conquistaram a medalha de prata.
Foi prefeito de Soorts-Hossegor de 1935 a 1972. De 1943 a 1952 foi presidente da Fédération Française de Rugby, e de 1947 por vinte anos também chefiou o Comité national des sports.